# Reynald av Châtillon
Reynald av Châtillon, född cirka 1125, död 4 juli 1187, var greve i kungariket Jerusalem på 1180-talet. Hans anfall mot muslimska karavaner under rådande vapenvila ledde till krig och att Saladin svor att personligen döda honom. Sedan den kristna hären hade besegrats i slaget vid Hattin hamnade Reynald i fångenskap hos Saladin som sedan själv halshögg honom.